# Пахомов, Антон Сергеевич
Антон Сергеевич Пахомов (род. 1 января 1980) — российский театральный деятель, актёр театра и кино, режиссёр, педагог. Лауреат национальной театральной премии «Золотая маска 2019».

## Биография
Антон Пахомов родился в 1980 году.
С 1997 по 2000 годы проходил обучение в Школе драматического искусства театра «Ильхом». С 2004 по 2006 годы принимал участие в театральной Лаборатории молодых режиссеров Центральной Азии и Казахстана. В 2006 году прошёл стажировку у доцента кафедры сценической речи Московского государственного училища им. Б. Щукина Анны Бруссер.
В 2012 году работал в Лаборатории «Транскрипция» под руководством Кирилла Серебренникова. С 1998 по 2011 годы служил актером театра «Ильхом». Работал ассистентом педагога по мастерству актера и педагогом по сценической речи в школе драматического искусства театра «Ильхом». В 2008 году — лауреат премии имени Марка Вайля «Ильхом» как лучший актёр года, за роль Аполлона в спектакле «Орестея» и приза зрительских симпатий.
В 2021 году начал служить в труппе театра «Et Cetera».
С 2016 по 2019 годы — педагог на факультете эстрады ГИТИСа (мастерская Владимира Панкова).
С 2006 года снимается в кино.
В 2019 году стал Лауреатом Российской национальной театральной премии «Золотая маска» в номинации «Лучшая мужская роль второго плана», за роль Петра Кузьмича Рязаева в спектакле «Старый дом» Центра драматургии и режиссуры.

## Репертуар и театральные роли

### Роли в театре
- 1998 год — «Кломадеус» М.Вайль. Роль: Юный. Режиссер Марк Вайль;
- 1998 год — «Приключение» М.Цветаева. Роль: Герцог. Режиссер Карина Арутюнян;
- 1999 год — «Король Убю» А.Жари. Роль: Принц Бугрелла. Режиссер Марк Вайль;
- 1999 год — «Свободный Роман» А.Пушкин. Роли: Онегин, Змий, Дон Гуан. Режиссер Марк Вайль;
- 1999 год — «Квартал Тортилья-Флэт» Дж. Стейнбек. Роль: Пилон. Режиссер Марк Вайль;
- 1999 год — «Мещанская свадьба» Б.Брехт. Роль: Жених. Режиссер Марк Вайль;
- 2000 год — «Братья и Лиза» А.Казанцев. Роль: Симон. Режиссер Марк Вайль;
- 2000 год — «Портрет мадемуазель Таржи» И.Елагин. Роль: Зашибенец- реж. Марк Вайль;
- 2001 год — «Бесплодные усилия любви» У.Шекспир. Роль: Бирон. Режиссер Марк Вайль;
- 2002 год — «Подражание Корану» А.Пушкин. Роль: Поэт-фильмейкер. Режиссер Марк Вайль;
- 2003 год — «Арт» Я. Реза. Роль: Марк. Режиссер Марк Вайль;
- 2004 год — «Лаборатория доктора Чехова» А.Чехов. Роль: Хирин. Режиссер Марк Вайль;
- 2005 год — «Полеты Машраба» М.Вайль. Роль: Каландар-Машраб. Режиссер Марк Вайль;
- 2006 год — «Радение с гранатом» М. Вайль. Роль: художник Нежданов. Режиссер Марк Вайль;
- 2007 год — «Орестея» Эсхил. Роль: Аполлон. Режиссер Марк Вайль;
- 2008 год — «Хлам» М. Дурненков. Роль: Филипп. Режиссер Владимир Михельсон;
- 2009 год — «Гамлет» У. Шекспир. Роль: Гамлет. Режиссер Овлякули Ходжакули;
- 2012 год — «Я, Она, не Я и Я» Клим. Режиссер Сергей Лысенко;
- 2014 год — «Двор» Е.Исаева. Роль: Генка-слесарь. Режиссер Владимир Панков (студия «SounDrama», Гоголь-центр);
- 2017 год — «Старый дом» А.Казанцева. Режиссер Владимир Панков (театр «ЦДР»);

### Режиссёр в театре
- 2005 год — «Мы это камера» Ф. Катер;
- 2006 год — «Top Dogs (Хозяева Жизни)» У. Видмер;
- 2007 год — «Лейтенант с острова Инишмор» М. Мак Донах;
- 2007 год — «Жизнь на Площади Рузвельта» Д. Лоер;
- 2008 год — «Чехов в Ялте» Д. Драйвер, Д. Хэддоу;
- 2008 год — «История солдата» И. Стравинский совместно с ансамблем «Омнибус» Ташкент;
- 2008 год — «Урод» М. Фон Майенбург;
- 2008 год — «Глиняные буквы, плывущие яблоки» С. Афлатуни;
- 2009 год — «Титий Безупречный» М.Курочкин;
- 2009 год — «Пиво, поэты, трёп» по рассказам Ч. Буковски;
- 2010 год — «Трое из пяти миллионов» Ф. Катер;
- 2010 год — «Яростный кулак» — режиссер сценической версии дубляжа и музыкального оформления, совместно с Axes Percussion Group;
- 2010 год — «Дело о любви и смерти» А. Сухово-Кобылин;
- 2011 год — «Кларины Связи» Д. Лоер;

## Работы в кино
- 2006 — «Радение с гранатом», фильм-спектакль (Узбекистан);
- 2011 — «Свинец» (Рудаков-Матвеев), (Узбекистан);
- 2017 — «Садовое кольцо» (Пётр Алексеевич, патологоанатом);
- 2019 — «Коридор бессмертия» (сотрудник НКВД);
- 2019 — «Порошок, уходи!», короткометражный фильм;
- 2021 — «Большая секунда» (гость);
- 2021 — «Офицер-55» (колдун), (Узбекистан);
- 2021 — «Хрустальный» (Лисовец);
- 2022 — «Карамора» (помещик);
- 2022 — «Переговорщик» (тип в кепке);
- 2025 — «Аутсорс»;

## Награды
- 2019 — лауреат национальной театральной премии «Золотая маска 2019».